# Ксантипп (сын Перикла)
Ксантипп (др.-греч. Ξάνθιππος; умер в 430/429 году до н. э., Афины) — древнегреческий аристократ из аттического рода Бузигов, старший из двух законных сыновей Перикла. Ничем особенным себя не проявил, враждовал с отцом, умер от чумы при его жизни. После этого Периклу пришлось, чтобы продолжить род, узаконить своего сына от Аспасии Перикла Младшего.

## Биография
Ксантипп принадлежал к родовой аттической аристократии и происходил по мужской линии из древнего жреческого рода Бузигов, а по женской был потомком Алкмеонидов и Писистратидов. Он родился в семье Перикла (самого влиятельного политика Афин) и его первой жены, чьё имя неизвестно. Эта женщина приходилась мужу двоюродной сестрой, в предыдущем браке была супругой Гиппоника из рода Кериков, от которого родила Каллия Богатого. Ксантипп стал её первым сыном от Перикла, а позже родился ещё один — Парал.
Ксантипп был назван в честь деда по отцу. Он получил имя с характерным для родовой аристократии корнем ἵππος (такие имена часто встречались в ономастиконе Алкмеонидов и Писистратидов). Когда Ксантипп появился на свет, неизвестно; по мнению немецкого антиковеда Х. Шефера, это могло произойти до 470 года до н. э., по другой гипотезе, не раньше середины 450-х годов до н. э. Впоследствии Перикл дал жене развод и устроил для неё новый брак. Сыновья остались с ним и получили прекрасное образование: в частности, Платон упоминает их в числе учеников выдающегося философа Протагора.
Об общественной деятельности Ксантиппа ничего не известно. По-видимому, он начал делать политическую карьеру, но не добился заметных успехов. Ксантипп женился на дочери Тисандра, сына Эпилика, благодаря чему стал свояком Леогора Младшего и дядей Андокида — известного впоследствии оратора. Отношения между ним и отцом испортились: Перикл выдавал сыну скромное содержание, и тот, отличавшийся расточительностью, постоянно нуждался в деньгах. Плутарх рассказывает, что однажды Ксантипп взял денег у одного из отцовских друзей якобы по просьбе Перикла. Последний, узнав об этом, подал судебный иск против собственного сына. «Молодой Ксантипп был огорчен этим, бранил отца, сперва представлял в смешном виде его домашние философские рассуждения и разговоры с софистами», а позже стал его непримиримым врагом.
В 430/429 году до н. э., когда Афины охватила эпидемия чумы, Ксантипп заразился и умер вместе с братом Паралом. В результате Перикл остался без законного потомства и был вынужден просить народное собрание предоставить гражданские права его сыну от милетянки Аспасии Периклу Младшему.

## Память
Ксантипп упоминается в нескольких диалогах Платона. В одном из них, «Алкивиад Первый», заглавный герой заявляет, что оба сына Перикла «оказались глупцами». Для Аристотеля Ксантипп и Парал стали примером того, как «солидные роды» вырождаются в «вялость и глупость».
Ксантипп стал второстепенным персонажем романов Георгия Гулиа («Человек из Афин», 1969) и Анатолия Домбровского («Перикл», 2002).